# Montegabbro
Montegabbro è una località del comune italiano di Colle di Val d'Elsa, nella provincia di Siena, in Toscana.
È una piccola borgata di origine medievale, poco distante dalla strada che da Colle di Val d'Elsa conduce a Volterra, prima di Castel San Gimignano.

## Storia
Il castello e la zona circostante rientravano nella giurisdizione del vescovo di Volterra, come confermato dall'imperatore Enrico VI, ma nel corso del tempo, soprattutto nel XIII secolo, è stato a lungo conteso. Nel 1199 contestualmente alla pace sancita tra Colle e San Gimignano la borgata sarebbe stata sotto l'influenza di Colle. Con bolla del 3 agosto 1220, papa Onorio III confermava al preposto della chiesa di San Gimignano il possesso di alcuni beni siti nella borgata di Monte Gabbro.
Nel 1224 Federico II avrebbe confermato la giurisdizione di Volterra, anche se nel 1227 il Comune di Colle considerava Montegabbro di propria pertinenza. In seguito la diocesi di Volterra intentò una causa contro il Comune di Colle per riappropriarsi della borgata e vedere ristabiliti i propri diritti, ma il tentativo non ebbe successo anche per le difficoltà economiche del vescovo di Volterra. Verso la fine del XIII secolo, su incarico di papa Gregorio X il vicario toscano di Carlo d'Angiò confermò al vescovo di Volterra la proprietà di Montegabbro.

## Monumenti e luoghi d'interesse

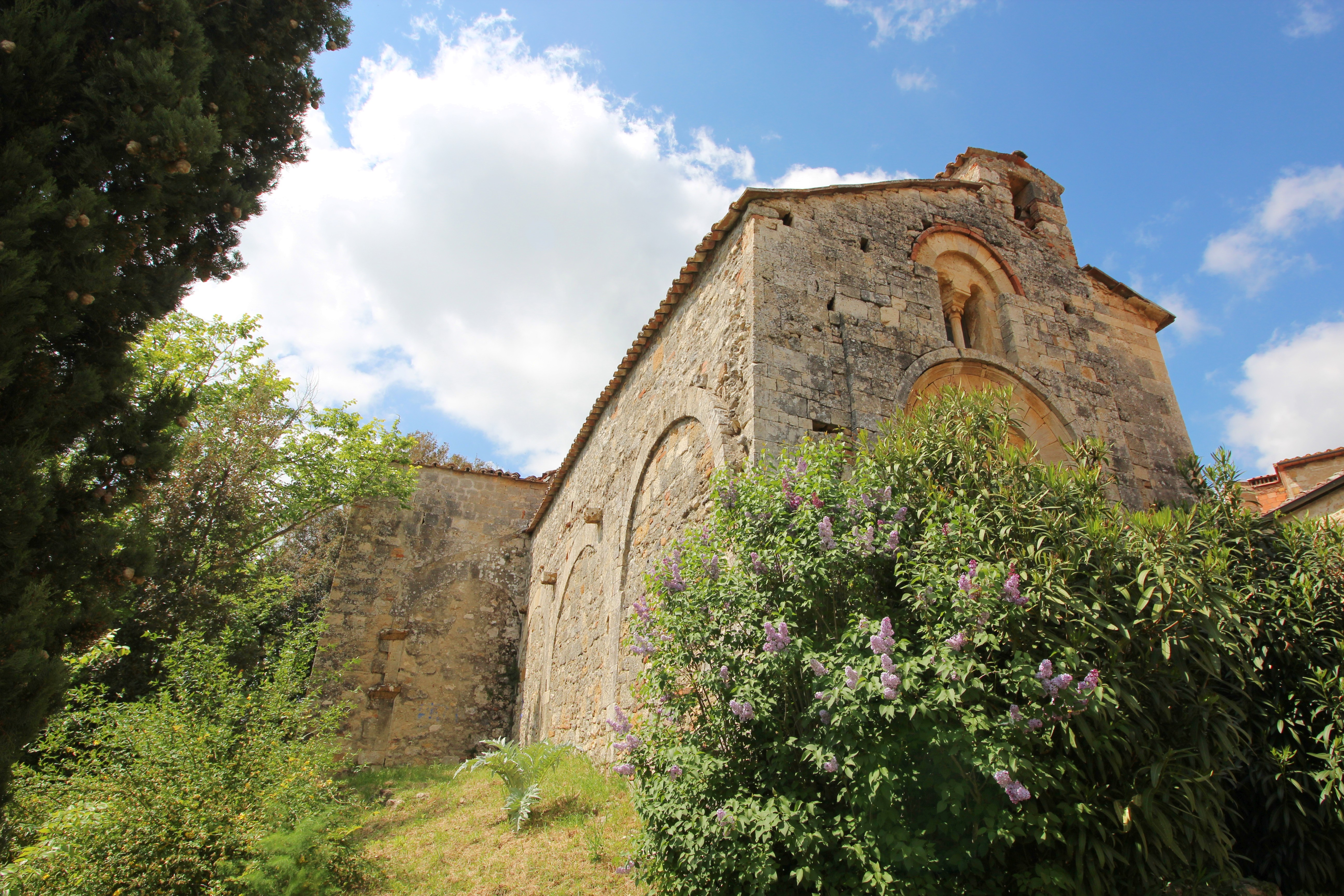
La chiesa di San Giovanni (già San Pietro)

### Architetture religiose
La chiesa di San Giovanni, già dedicata a San Pietro, è documentata fin dal 1217 e risalirebbe pertanto al XII secolo. Legata alla diocesi di Volterra, divenne suffraganea dell'abbazia di Conèo nel 1324. Sarebbe franata in seguito allo smottamento del terreno sottostante, costituito da tufo arenario ricco di reperti fossili marini. Originariamente composta da due navate, ne resta solo quella di destra. Presenta un portale, con arco a tutto sesto, sormontato da una bifora la cui colonna è decorata da un capitello a fogliami. Un altro portale si apriva su una parete laterale.

### Aree naturali
Poco distante vi sarebbe, come ricorda Emanuele Repetti nel suo Dizionario geografico fisico storico della Toscana, un masso di calcaria marnosa che ha un foro interno di origine naturale che fa sibilare il vento e che è detto "il buco del vento".